# Original of the Species
Original of the Species è un singolo del gruppo musicale irlandese U2, il quinto estratto dall'undicesimo album in studio How to Dismantle an Atomic Bomb e pubblicato il 20 febbraio 2006.

## La canzone
Decima traccia dell'album, l'ispirazione primaria per Original of the Species è stata, a detta del cantante Bono, la musica di John Lennon. Il frontman degli U2 ha inoltre aggiunto che a suo dire è il miglior brano dell'album.

## Video musicale
Il videoclip, diretto da Catherine Owens, è il primo del gruppo ad essere stato realizzato completamente in computer grafica.

## Dal vivo
Per i concerti tenuti durante il Vertigo Tour, questo brano è stato suonato con The Edge al piano, accompagnato da Bono alla chitarra acustica. In rare occasioni The Edge era alla chitarra elettrica. In questo caso vi sono alcuni membri di un'orchestra e un pianista, come avvenuto durante il concerto tenutosi a Milano nel luglio del 2005 e immortalato in U218 Vertigo//05: Live From Milan.

## Tracce
Download digitale, CD promozionale (Regno Unito, Stati Uniti)
1. Original of the Spieces (Single Version) – 4:29 (testo: Bono – musica: U2)

## Formazione
Gruppo
- Bono – voce, chitarra agguntiva
- The Edge – chitarra, pianoforte, sintetizzatore
- Adam Clayton – basso
- Larry Mullen, Jr. – batteria

Altri musicisti
- Jacknife Lee – sintetizzatore aggiuntivo